# راسيل ديفيز (مقدم برامج إذاعية)
راسيل ديفيز (بالإنجليزية: Russell Davies)‏ هو صحفي بريطاني، ولد في 5 أبريل 1946.